# Café De Lollipop
Café De Lollipop was een gaycafé aan de Paleisring in Tilburg. De zaak werd geopend in 1999 en ten tijde van de sluiting in 2022 als de laatste op lhbt-publiek georiënteerde uitgaansgelegenheid van die stad.

## Geschiedenis

### 1935: Slagerij De Brouwer
Het pand is in 1935 gebouwd als winkelhuis voor slagerij De Brouwer. Destijds was het adres nog Koningstraat 21. In de jaren 1960 werd een groot deel van deze straat gesloopt en kreeg het pand het nieuwe adres Paleisring 25.
In het café dat veel later de plaats van de slagerij inneemt, is anno 2021 nauwelijks nog sporen van de slagerij terug te vinden; zo zitten de originele tegels verstopt achter het systeemplafond. In het magazijn zijn nog wel duidelijke sporen van de voormalige slagerij aanwezig.

### 1999: De Lollipop

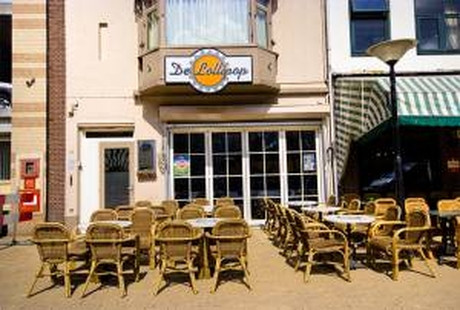
De Lollipop in 2000 met het eerste logo

In 1999 opende De Lollipop de deuren. Samen met het naastgelegen gaycafé de Popcorn werd de zaak het middelpunt van festiviteiten tijdens jaarlijkse Roze Maandag. Na 10 jaar kreeg De Lollipop nieuwe eigenaren, maar zij besloten eind 2014, vanwege teruglopende omzetten en een te hoge lening, met het café te stoppen. Op 10 april 2015 werd De Lollipop heropend nadat een tweetal vaste gasten het café had gekocht.

### 2019: Café-club De Lollipop
In 2019 werd de naam veranderd in café-club De Lollipop en werd het interieur omgebouwd naar het thema American Diner. Het café profileerde zich minder als gaycafé en wilde zo een breder publiek aantrekken. De Lollipop levert ook een bijdrage aan het Festival van het Levenslied dat jaarlijks in Tilburg wordt gehouden.
Omdat vanwege de coronacrisis de horeca sinds oktober 2020 dicht moesten, zochten de uitbaters naar een alternatieve manier om de crisis het hoofd te bieden. Zij creëerden een "sfeervolle" coronateststraat een paar deuren verderop. Ze bleven desondanks in zwaar weer zitten. Herman den Blijker organiseerde om de eigenaren van het café, dat anno 2021 bekend stond als "het laatste gaycafé in Tilburg", te helpen met een veiling: via deze online-veiling konden liefhebbers bieden op verschillende items van BN'ers, zoals Karin Bloemen, Willeke Alberti, Patricia Paay en Edsilia Rombley

## Prijzen
In de loop der jaren heeft De Lollipop diverse prijzen gewonnen. In 2009 werd de zaak tweede in de categorie Beste Discotheek van de Homohoreca Verkiezing van GaySite.nl. In 2016 behoorde het tot de Top 3 van beste uitgaansgelegenheden in Tilburg. In 2017 won De Lollipop The Challenge, een programma van RTL 4 en werd daarmee verkozen tot beste gaycafé van Nederland. In zowel 2019, 2020 als 2021 werd De Lollipop verkozen tot het beste café van Tilburg en won daarmee telkens de Nederlandse Horecaprijs in de categorie café.

## Sluiting
In september 2022 werd De Lollipop gesloten en werd het café omgevormd tot een tikibar onder de naam Capt. J's Hurricane. Tijdens grote evenementen zoals carnaval en Roze Maandag wordt nog wel iets onder de naam De Lollipop georganiseerd.